# Choleraepidemie in Haiti ab 2010

Entwicklung der Epidemie bis zum 3. Dezember 2010 (Zahl der Erkrankungsfälle). Die Datumsangaben bezeichnen jeweils das Datum des ersten registrierten Falles.

Ab Ende Oktober 2010 kam es zu einer Cholera-Epidemie in Haiti. Die Regierung Haitis rief nach dem Auftreten erster Todesfälle von Cholera-Erkrankten landesweit den sanitären Notstand aus. Epidemiologen gehen mehrheitlich davon aus, dass die Cholera durch nepalesische UN-Soldaten ins Land eingeschleppt wurde. Am 17. August 2016 räumten Vertreter der Vereinten Nationen erstmals eine Verantwortung für den Ausbruch der Cholera offiziell ein.

## Verlauf
Die Infektionen traten zunächst in der ländlichen Provinz Artibonite, nördlich von Haitis Hauptstadt Port-au-Prince auf. Als Folge des Erdbebens in Haiti, das sich am 12. Januar 2010 ereignet hatte, wurden großflächig sanitäre Infrastruktureinrichtungen zerstört und behelfsmäßige Wohnstätten (Zeltstädte) ohne ausreichende sanitäre Infrastruktur errichtet. Das Epizentrum des Bebens lag etwa 25 Kilometer südwestlich von Port-au-Prince. Die Versorgung mit Trinkwasser wurde danach zum Teil nur behelfsmäßig über die Ausgabe von in Flaschen etc. abgefülltem Wasser hergestellt. Als Ursache der ersten Krankheitsfälle wurden überschwemmte Kloaken in einem Flüchtlingslager vermutet. Die ersten Krankheitsfälle wurden von den Centers for Disease Control and Prevention (CDC), einer hilfsweise hier tätigen Behörde der Vereinigten Staaten, bestätigt.
| Jahr      | Erkrankungen | Todesfälle |
| --------- | ------------ | ---------- |
| 2010      | 179.379      | 3990       |
| 2011      | 340.311      | 2869       |
| 2012      | 112.076      | 894        |
| 2013      | 58.809       | 593        |
| 2014      | 27.753       | 296        |
| 2010–2014 | 718.328      | 8642       |

Am 21. Oktober 2010 wurde der Ausbruch der Cholera offiziell durch die haitianischen Gesundheitsbehörden bestätigt. Bis zum 19. November 2010 hatte der Ausbruch jedes Département des Landes erreicht und bis zum 17. Dezember 2010 wurden insgesamt 121.518 Cholera-Erkrankungen, 63.711 Krankenhausaufnahmen und 2.591 registrierten Todesfällen führten. Spätere Veröffentlichungen gingen von höheren Mortalitätszahlen aus.
Zunehmend erschwert wurde die medizinische Versorgung der betroffenen Bevölkerungsteile durch Transportprobleme infolge der einsetzenden Regenzeit und der Überschwemmungsschäden in der Provinz Artibonite nach dem Hurrikan Tomas Anfang November 2010.
Am 16. November wurde der erste Fall von Cholera in der Dominikanischen Republik, dem Nachbarland Haitis, offiziell bestätigt. Bei dem Kranken handelt es sich um einen haitianischen Gastarbeiter, der sich wahrscheinlich beim Besuch in seiner Heimat angesteckt hatte.
Neben der Gesundheitserziehung und Aufklärung über Hygienemaßnahmen wurden seit 2012 auch Schutzimpfungen gegen übertragbare Krankheiten aufgenommen.
Nach Angaben des haitianischen Gesundheitsministeriums wurden bis Ende des Jahres 2010 rund 3500 Todesfälle und mehr als 157.000 Choleraerkrankungen gezählt. Auch zehn Wochen nach Ausbruch der Epidemie konnte die Krankheit noch nicht eingedämmt werden; pro Tag starben noch immer 22 Menschen. Am 28. März 2011 meldete das nationale haitianische Gesundheitsministerium, dass bislang 4677 Menschen gestorben und mehr als 270.996 infiziert seien.

## Diskussion um die Infektionsquelle
Die mutmaßliche Quelle für die Epidemie war der Artibonitefluss, aus denen einige der betroffenen Personen Wasser getrunken hatten. Ein UN-Team untersuchte Proben von einer Abwasserleitung in einer Basis des nepalesischen Friedenssicherungskontingentes unter dem Verdacht, dass dort die Ursache für die Kontamination des Flusses läge. Vincenzo Pugliese von der MINUSTAH bestätigte, dass dort das Cholerabakterium nachgewiesen wurde. Das amerikanische CDC erklärte, dass die „DNA-Fingerprinting“-Tests zeigten, dass verschiedene Proben von haitianischen Patienten Vibrio cholerae Serogruppe O1 Serotyp Ogawa, ergaben, einen Stamm, der sich auch in Südasien findet.
Drei US-Professoren in großen US-Universitäten widersprachen der Behauptung, nepalesische Soldaten seien die Quelle des Ausbruchs. Die Experten glaubten eher, ruhende Cholerabakterien seien durch verschiedene ökologische Zwischenfälle in Haiti geweckt worden. Sie sagten eine Abfolge von Ereignissen, einschließlich Veränderungen des Klimas durch das La-Niña-Phänomen und unhygienischen Lebensbedingungen für die vom Erdbeben Betroffenen, hätten die Vermehrung der Bakterien ausgelöst.
Als Folge des Verdachts gegen die nepalesischen Soldaten forderten Demonstranten, dass die nepalesische Brigade der Vereinten Nationen das Land verlassen sollten.
Ein von der UN einberufenes vierköpfiges, unabhängiges Komitee kam im am 3. Mai 2010 veröffentlichten Bericht zu dem Schluss, dass die Epidemie über die Kontamination des Flusses Artibonite mit einem dem südasiatischen Cholerastamm Vibrio cholerae ähnelnden Erreger verbreitet wurde, wahrscheinlich von einer einzelnen Quelle. Eine Reihe von Molekularanalysen kam zu diesem Ergebnis. Laut dem Bericht waren die sanitären Bedingungen in dem nahe gelegenen UN-Camp, wo unter anderem auch die nepalesischen Truppen stationiert waren, ungenügend. Eine Verbreitung dieses Ausmaßes wäre außerdem ohne die Defizite im Wasser- und Gesundheitssystem in Haiti nicht eingetreten. Der Leiter des Komitees erklärte, die Katastrophe sei womöglich von einer einzigen infizierten Person ausgegangen, die selbst nicht erkrankt war, aber die Bakterien über ihren Stuhl abgegeben hätte.
In einer öffentlichen Stellungnahme vom 17. August 2016 erklärte der stellvertretende Sprecher von Generalsekretär Ban Ki-moon, dass die Vereinten Nationen (UN) in den letzten Jahren zu der Auffassung gelangt seien, dass sie „wegen ihrer Verwicklung in den Ausbruch“ mehr für die Erkrankten tun müssten. Die Erklärung war die erste, in der die UN eine (Mit-)Verantwortung für den Epidemieausbruch einräumten, sie enthielt jedoch kein formales Schuldeingeständnis und der Sprecher betonte, dass sich der juristische Standpunkt der UN in dieser Frage nicht geändert habe. Die UN waren 2013 von Menschenrechtsanwälten auf Schadenersatz in Höhe von 2,2 Milliarden US-Dollar für die bis zu 679.000 Betroffenen (Erkrankte, Angehörige, wirtschaftlich Geschädigte etc.) verklagt worden.
In einer im Januar 2016 veröffentlichten wissenschaftlichen Studie kamen Epidemiologen von der Yale University zum Schluss, dass der Choleraausbruch hätte vermieden werden können, wenn UN-Soldaten aus Cholera-Endemiegebieten (wie Nepal) eine Chemoprophylaxe mit Antibiotika erhalten hätten. Die Kosten dieser Prophylaxe wurden auf unter 1 US-Dollar pro Person beziffert.

## Medizinischer Hintergrund
Die Cholera ist eine schwere, bakterielle Infektionskrankheit, von der vorwiegend der Dünndarm der Patienten befallen wird. Ursache und für die Diagnose entscheidend ist der Nachweis des Bakteriums Vibrio cholerae. Die Infektion erfolgt meistens über verunreinigtes Trinkwasser oder infizierte Nahrungsmittel. Die Bakterien können extremen Durchfall und starkes Erbrechen zur Folge haben, was zu einer schnellen Austrocknung (Exsikkose) mit Elektrolytverlust führen kann. Die Dysregulation des Kreislaufs kann zum Tod führen.
Die Behandlung umfasst den Ausgleich des Wasser- und Elektrolytverlustes sowie die Gabe von Antibiotika.
Die meisten Cholera-Infektionen (etwa 85 %) verlaufen (zunächst) ohne Symptome (Fieber, Kopfschmerz, Unwohlsein). Die Sterblichkeit der Krankheit beträgt unbehandelt nach Erregertypus und aufgenommener -menge zwischen 20 und 70 %. Von den weltweit jährlich ca. 3–5 Millionen Choleraerkrankungen führen 100.000–120.000 zum Tode der Patienten.